# Eustace Miles
Eustace Miles (Hampstead, 22 de septiembre de 1868 - Londres, 20 de junio de 1948) fue un atleta británico que compitió en las pruebas de jeu de paume.
Eustace Miles es titular de una medalla olímpica, ganó la edición británica, los Juegos Olímpicos de Londres en 1908. En esta ocasión, venció a su compatriota Neville Lytton en carrera ganada por el estadounidense Jay Gould II, para terminar como subcampeón. A lo largo de su carrera, fue asistente en la Escuela de Rugby, secretario honorario del club Tuxedo Tennis y raqueta, tenis campeón amateur inglés y americano y siete veces campeón de tenis aficionado y miembro del Comité Nacional de Educación Física.